# Låssbyn (naturreservat)
Låssbyn är ett naturreservat i Årjängs kommun i Värmlands län.
Området är naturskyddat sedan 2006 och är 66 hektar stort. Reservatet omfattar mindre höjder och mindre våtmarker intill gränsen mot Norge. Reservatet består av barrnaturskog med inslag av lövträd. 